# チリラボンブウェ
チリラボンブウェ（Chililabombwe）は、ザンビア中部のカッパーベルト州の都市。
旧名はバンクロフト（Bancroft）。
2010年の人口は7万7818人。
コンゴ民主共和国の上カタンガ州との国境近くに位置する。
カッパーベルト州には北西から順に30kmから40kmほどの間隔を置いてチリラボンブウェ、チンゴラ、ムフリラ、キトウェ、ンドラ、ルアンシャと、人口10万人から30万人ほどの都市が6つ並んで都市圏を形成しているが、そのなかで最も北西端に位置する都市である。